# Leptormenis exanthema
Leptormenis exanthema är en insektsart som först beskrevs av Melichar 1902.  Leptormenis exanthema ingår i släktet Leptormenis och familjen Flatidae. Inga underarter finns listade i Catalogue of Life.